# Giuliana Attenni
Giuliana Attenni (...) è una montatrice italiana.

## Biografia
Esordisce con Marcello Pagliero (Roma città libera) e con Alberto Lattuada (Il delitto di Giovanni Episcopo), e nel 1948 comincia a collaborare con Mario Mattoli, che la porta a montare una lunga serie di film con Totò diretti dal regista maceratese (talvolta anche cinque in un solo anno). Lavora anche con Eduardo De Filippo e Carlo Ludovico Bragaglia. Negli anni cinquanta e sessanta collabora più volte con Steno, firmando anche il montaggio di Un americano a Roma e di numerosi film con Totò; monta anche una ventina di film di Mario Camerini. Dal 1967 comincia a lavorare con Mariano Laurenti, montando gran parte dei suoi film fino al 1974, incluso Quel gran pezzo dell'Ubalda tutta nuda e tutta calda.
Nel 1986 viene premiata con la medaglia d'oro all'interno della ventunesima edizione della manifestazione Una vita per il cinema.
È stata accreditata anche con lo pseudonimo di Julian Attenborough.

## Filmografia
- Roma città libera, regia di Marcello Pagliero (1946)
- Il delitto di Giovanni Episcopo, regia di Alberto Lattuada (1947)
- Totò al Giro d'Italia, regia di Mario Mattoli (1948)
- Fifa e arena, regia di Mario Mattoli (1948)
- I pompieri di Viggiù, regia di Mario Mattoli (1949)
- Adamo ed Eva, regia di Mario Mattoli (1949)
- Signorinella, regia di Mario Mattoli (1949)
- Napoli milionaria, regia di Eduardo De Filippo (1950)
- 47 morto che parla, regia di Carlo Ludovico Bragaglia (1950)
- Totò sceicco, regia di Mario Mattoli (1950)
- I cadetti di Guascogna, regia di Mario Mattoli (1950)
- L'inafferrabile 12, regia di Mario Mattoli (1950)
- Il vedovo allegro, regia di Mario Mattoli (1950)
- Anema e core, regia di Mario Mattoli (1951)
- Totò terzo uomo, regia di Mario Mattoli (1951)
- Arrivano i nostri, regia di Mario Mattoli (1951)
- Accidenti alle tasse!!, regia di Mario Mattoli (1951)
- Il padrone del vapore, regia di Mario Mattoli (1951)
- Fratelli d'Italia, regia di Fausto Saraceni (1952)
- Cinque poveri in automobile, regia di Mario Mattoli (1952)
- Siamo tutti inquilini, regia di Mario Mattoli (1953)
- Cinema d'altri tempi, regia di Steno (1953)
- Un americano a Roma, regia di Steno (1954)
- Un giorno in pretura, regia di Steno (1954)
- Vestire gli ignudi, regia di Marcello Pagliero (1954)
- Vergine moderna, regia di Marcello Pagliero (1954)
- Le avventure di Giacomo Casanova, regia di Steno (1955)
- La grande speranza, regia di Duilio Coletti (1955)
- Piccola posta, regia di Steno (1955)
- Cheri-Bibi (Il forzato della Guiana) (Chéri-Bibi), regia di Marcello Pagliero (1955)
- Mio figlio Nerone, regia di Steno (1956)
- Suor Letizia - Il più grande amore, regia di Mario Camerini (1956)
- Vertigine bianca, regia di Giorgio Ferroni - documentario (1956)
- Susanna tutta panna, regia di Steno (1957)
- Vacanze a Ischia, regia di Mario Camerini (1957)
- Femmine tre volte, regia di Steno (1957)
- Il tiranno del Garda, regia di Ignazio Ferronetti (1957)
- L'angelo custode, regia di Giuliano Tomei (1957)
- Totò nella luna, regia di Steno (1958)
- Totò, Eva e il pennello proibito, regia di Steno (1959)
- Primo amore, regia di Mario Camerini (1959)
- Letto a tre piazze, regia di Steno (1960)
- Crimen, regia di Mario Camerini (1960)
- Via Margutta, regia di Mario Camerini (1960)
- A noi piace freddo...!, regia di Steno (1960)
- I briganti italiani, regia di Mario Camerini (1961)
- Lycanthropus, regia di Paolo Heusch (1961)
- I moschettieri del mare, regia di Steno (1962)
- Totò diabolicus, regia di Steno (1962)
- Lo smemorato di Collegno, regia di Sergio Corbucci (1962)
- I 4 monaci, regia di Carlo Ludovico Bragaglia (1962)
- Psycosissimo, regia di Steno (1962)
- I quattro moschettieri, regia di Carlo Ludovico Bragaglia (1963)
- I due colonnelli, regia di Steno (1963)
- Kali Yug, la dea della vendetta, regia di Mario Camerini (1963)
- Il mistero del tempio indiano, regia di Mario Camerini (1963)
- Giacobbe, l'uomo che lottò con Dio, regia di Marcello Baldi (1963)
- Totò contro i quattro, regia di Steno (1963)
- Saul e David, regia di Marcello Baldi (1964)
- Gli eroi del West, regia di Steno (1964)
- Un mostro e mezzo, regia di Steno (1964)
- I gemelli del Texas, regia di Steno (1964)
- I grandi condottieri, regia di Marcello Baldi e Francisco Pérez-Dolz (1965)
- Letti sbagliati, regia di Steno (1965)
- Amore all'italiana, regia di Steno (1966)
- I due figli di Ringo, regia di Giorgio Simonelli, Giuliano Carnimeo (1966)
- La grande notte di Ringo, regia di Mario Maffei (1966)
- I due sanculotti, regia di Giorgio Simonelli (1966)
- Il vostro superagente Flit, regia di Mariano Laurenti (1966)
- I barbieri di Sicilia, regia di Marcello Ciorciolini (1967)
- Rose rosse per Angelica, regia di Steno (1968)
- I nipoti di Zorro, regia di Marcello Ciorciolini (1968)
- I ragazzi di Bandiera Gialla, regia di Mariano Laurenti (1968)
- Zingara, regia di Mariano Laurenti (1969)
- Buon funerale amigos!... paga Sartana, regia di Giuliano Carnimeo (1970)
- Satiricosissimo, regia di Mariano Laurenti (1970)
- I due maghi del pallone, regia di Mariano Laurenti (1970)
- Mazzabubù... Quante corna stanno quaggiù?, regia di Mariano Laurenti (1971)
- Ma che musica maestro, regia di Mariano Laurenti (1971)
- I due assi del guantone, regia di Mariano Laurenti (1971)
- Quel gran pezzo dell'Ubalda tutta nuda e tutta calda, regia di Mariano Laurenti (1972)
- La bella Antonia, prima monica e poi dimonia, regia di Mariano Laurenti (1972)
- Patroclooo!... e il soldato Camillone, grande grosso e frescone, regia di Mariano Laurenti (1973)
- Il figlioccio del padrino, regia di Mariano Laurenti (1973)
- Furto di sera bel colpo si spera, regia di Mariano Laurenti (1974)
- La vedova inconsolabile ringrazia quanti la consolarono, regia di Mariano Laurenti (1974)